# Мертон (Висконсин)
Мертон (енгл. Merton) град је у америчкој савезној држави Висконсин.

## Демографија
По попису из 2010. године број становника је 3.346, што је 1.42 (73,7%) становника више него 2000. године.
| Група             | 2000.         | 2010.         |
| Белци             | 1.887 (98,0%) | 3.161 (94,5%) |
| Афроамериканци    | 8 (0,4%)      | 22 (0,7%)     |
| Азијати           | 4 (0,2%)      | 50 (1,5%)     |
| Хиспаноамериканци | 14 (0,7%)     | 72 (2,2%)     |
| Укупно            | 1.926         | 3.346         |